# Chepén
Chepén è un comune del Perù, situato nella Regione di La Libertad e capoluogo della Provincia di Chepén.